# Weberocereus
Weberocereus ist eine Pflanzengattung aus der Familie der Kakteengewächse (Cactaceae). Der botanische Name der Gattung ehrt den französischen Botaniker und Kakteenkenner Frédéric Albert Constantin Weber.

## Beschreibung
Die Arten der Gattung Weberocereus wachsen kletternd oder hängend, epiphytisch oder lithophytisch. Ihre im Querschnitt runden Triebe sind kantig oder abgeflacht. Die 2 bis 5 Rippen haben lappige oder gezähnte Ränder, auf denen sich kleine, kaum bedornte Areolen befinden. Die Dornen sind kurz und borstig oder manchmal überhaupt nicht vorhanden.
Die glockenförmigen bis kurz trichterförmigen, seitlich der Triebe entspringenden Blüten sind rosa bis gelblich weiß bis grün meliert und 3 bis 10 Zentimeter lang. Sie öffnen sich in der Nacht. Die Areolen auf dem Perikarpell und der Blütenröhre sind mit borstigen oder haarigen Dornen besetzt.
Die kugelförmigen bis länglichen, fleischigen, häufig gehöckerten Früchte sind rot oder gelb und borstig oder kahl. Sie enthalten ein weißes oder purpurnes Fruchtfleisch. Der Blütenrest ist ausdauernd. Die mittelgroßen, schwarzbraunen bis schwarzen, kaum glänzenden Samen sind oval und fast glatt. Sie werden bis 1,8 Millimeter lang und bis 1,2 Millimeter breit.

## Verbreitung und Systematik
Das Verbreitungsgebiet der Gattung Weberocereus erstreckt sich vom Süden Mexikos südwärts über Mittelamerika bis nach Ecuador. Die größte Anzahl an Arten wächst in Costa Rica.
Die Erstbeschreibung erfolgte 1909 durch Nathaniel Lord Britton und Joseph Nelson Rose. Die Typusart der Gattung ist Weberocereus tunilla.

### Systematik nach N.Korotkova et al. (2021) sowie N.Korotkova, Borsch und Arias (2017)
Die Gattung umfasst die folgenden Arten:
- Weberocereus bradei (Britton & Rose) G.D.Rowley
- Weberocereus frohningiorum Ralf Bauer
- Weberocereus imitans (Kimnach & Hutchison) Buxb.
- Weberocereus rosei (Kimnach) Buxb.
- Weberocereus trichophorus H.Johnson & Kimnach
- Weberocereus tunilla (F.A.C.Weber) Britton & Rose
  - Weberocereus tunilla subsp. tunilla
  - Weberocereus tunilla subsp. biolleyi (F.A.C.Weber) Ralf Bauer

Synonyme der Gattung sind Eccremocactus Britton & Rose (1913) und Eccremocereus Frič & Kreuz. (1935, nom. illeg.).

### Systematik nach E.F.Anderson/Eggli (2005)
Laut Edward F. Anderson (2005) gehören folgende Arten zur Gattung:
- Weberocereus biolleyi (F.A.C.Weber) Britton & Rose ≡ Weberocereus tunilla subsp. biolleyi (F.A.C.Weber) Ralf Bauer
- Weberocereus bradei (Britton & Rose) G.D.Rowley
- Weberocereus frohningiorum Ralf Bauer
- Weberocereus glaber (Eichlam) G.D.Rowley ≡ Selenicereus glaber (Eichlam) S.Arias & N.Korotkova
  - Weberocereus glaber var. glaber ≡ Selenicereus glaber subsp. glaber
  - Weberocereus glaber var. mirandae (Bravo) U.M.Eliasson ≡ Selenicereus glaber subsp. mirandae (Bravo) S.Arias & N.Korotkova ex  M.H.J.van der Meer
- Weberocereus imitans (Kimnach & Hutchison) Buxb.
- Weberocereus panamensis Britton & Rose = Weberocereus tunilla subsp. biolleyi
- Weberocereus rosei (Kimnach) Buxb.
- Weberocereus tonduzii (F.A.C.Weber) G.D.Rowley ≡ Selenicereus tonduzii (F.A.C.Weber) S.Arias & N.Korotkova
- Weberocereus trichophorus H.Johnson & Kimnach
- Weberocereus tunilla (F.A.C.Weber) Britton & Rose

Synonyme der Gattung sind  Werckleocereus Britton & Rose (1909) und Eccremocactus Britton & Rose (1913).

## Nachweise